# CSO Voluntari (baschet masculin)
CSO Voluntari este un club de baschet parte a clubului polisportiv CSO Voluntari din Voluntari, România ce evoluează în Liga Națională de Baschet Masculin.

## Istorie
A fost înființat la inițiativa biroului primarului din Voluntari. În martie 2021, clubul a câștigat Cupa României la baschet, și a jucat Semifinala Ligii Naționale în 2020-21. 
În sezonul 2021–22, Voluntari a intrat în tururile de calificare ale FIBA Europe Cup, marcând debutul clubului în competițiile europene.

## Palmares
| Competiții naționale | Competiții internaționale                                                                                                 |
| Liga Națională Vicecampioni (1): 2022 Locul 3 (1): 2023-24, 2024-25 Liga 1 Vicecampioni (1): 2018 Liga 2 Campioni (1) : 2017 Cupa României Câștigători (3) : 2021, 2022, 2025 Supercupa României Finaliști (2): 2022, 2023 | Cupa Europei FIBA - Locul 3 în Grupa H: 2022-23 Liga Nord-Europeană de Baschet Câștigători (1) : 2025 Finaliști (1): 2024 |

### În Europa
| Sezon   | Competiția            | Runda   | Club    | Acasă                | Deplasare            | La general           |
| ------- | --------------------- | ------- | ------- | -------------------- | -------------------- | -------------------- |
| 2021–22 | FIBA Europe Cup(eng.) | Turul 2 | Benfica | 77–83 (în Groningen) | 77–83 (în Groningen) | 77–83 (în Groningen) |

## Lotul actual
Actualizat 2025 Martie 21. 
| Nr. tricou | Nume               | Poziție  | Înălțime | Data nașterii |
| ---------- | ------------------ | -------- | -------- | ------------- |
| 1          | Lucas Tohatan      | pos = PG | m = 1.87 | 1999.03.15    |
| 3          | Costin Serbanescu  | pos = SG | m = 1.89 | 2000.02.21    |
| 5          | Michael Caffey     | pos = PG | m = 1.81 | 1993.02.17    |
| 6          | Laszlo Polyak      | pos = SG | m = 1.87 | 1993.05.28    |
| 7          | Donovan Ivory      | pos = SF | m = 1.96 | 2001.07.15    |
| 10         | Titus Nicoară      | pos = PF | m = 2.01 | 1988.03.25    |
| 19         | Justin Elder-Davis | pos = SF | m = 1.93 | 1998.02.09    |
| 22         | Alexandru Olah     | pos = C  | m = 2.12 | 1993.10.15    |
| 33         | Daniel Voicu       | pos = G  | m = 1.89 | 2003.07.04    |
| 34         | Lee Skinner        | pos = PF | m = 1.98 | 1992.08.27    |
| 44         | Kodi Justice       | pos = SG | m = 1.93 | 1995.04.03    |
| 45         | Lewis Sullivan     | pos = C  | m = 2.00 | 1995.05.29    |

| Staful tehnic   | Staful tehnic    |
| Funcție         | Nume             |
| --------------- | ---------------- |
| Antrenor        | Ainars Bagatskis |
| Antrenor secund | Dan Ioan         |